# Блауфелден
Блауфелден (њем. Blaufelden) општина је у њемачкој савезној држави Баден-Виртемберг. Једно је од 30 општинских средишта округа Швебиш Хал. Према процјени из 2010. у општини је живјело 5.306 становника. Посједује регионалну шифру (AGS) 8127008.

## Географски и демографски подаци
Блауфелден се налази у савезној држави Баден-Виртемберг у округу Швебиш Хал. Општина се налази на надморској висини од 460 метара. Површина општине износи 90,2 km².

## Становништво
У самом мјесту је, према процјени из 2010. године, живјело 5.306 становника. Просјечна густина становништва износи 59 становника/km².